# Lijst van liedjes in Glee (seizoen 3)
Hieronder volgt een lijst van liedjes in het derde seizoen van Glee, een Amerikaanse, komische en muzikale televisieserie van Fox. De show werd gecreëerd door Ryan Murphy, Brad Falchuk en Ian Brennan. Murphy is verantwoordelijk voor het selecteren van de liedjes. Hij streeft naar een evenwicht tussen wat oudere klassiekers en hits, want hij wil graag "voor ieder wat wils in elke aflevering." De nummers worden van tevoren opgenomen met muziekproducent Nikki Anders en de choreografie wordt verzorgd door Zach Woodlee.
Drie afleveringen van dit seizoen werden gewijd aan een artiest of film: Michael aan Michael Jackson, Saturday Night Glee-ver aan Saturday Night Fever en Dance with Somebody voor Whitney Houston.

## Liedjes
| Titel                                                | Versie gecoverd                                        | Door | Aflevering                       | Single | Album                        | Bron                                           |
| ---------------------------------------------------- | ------------------------------------------------------ | --- | -------------------------------- | ------ | ---------------------------- | ---------------------------------------------- |
| We Got the Beat                                      | The Go-Gos                                             | New Directions                                                                                                   | 1. The Purple Piano Project      | Ja     | n.n.b.                       | [ 1 ]                                          |
| Big Spender                                          | Sweet Charity                                          | Sugar Motta | 1. The Purple Piano Project      | Nee    | n.n.b.                       | [ 2 ]                                          |
| Ding-Dong! The Witch Is Dead                         | Barbra Streisand en Harold Arlen                       | Rachel Berry en Kurt Hummel                                                                                      | 1. The Purple Piano Project      | Ja     | n.n.b.                       | [ 3 ]                                          |
| It's Not Unusual                                     | Tom Jones                                              | Blaine Anderson met de McKinley High Cheerios                                                                    | 1. The Purple Piano Project      | Ja     | Volume 7                     | [ 4 ]                                          |
| Anything Goes / Anything You Can Do                  | Anything Goes / Annie Get Your Gun                     | NYADA Kandidaten                                                                                                 | 1. The Purple Piano Project      | Ja     | n.n.b.                       | [ 2 ]                                          |
| You Can't Stop the Beat                              | Hairspray                                              | New Directions                                                                                                   | 1. The Purple Piano Project      | Ja     | Volume 7                     | [ 5 ]                                          |
| Somewhere                                            | West Side Story                                        | Rachel Berry en Shelby Corcoran                                                                                  | 2. I Am Unicorn                  | Ja     | Volume 7                     | [ 6 ]                                          |
| I'm the Greatest Star                                | Funny Girl                                             | Kurt Hummel | 2. I Am Unicorn                  | Ja     | n.n.b.                       | [ 7 ]                                          |
| Something's Coming                                   | West Side Story                                        | Blaine Anderson                                                                                                  | 2. I Am Unicorn                  | Ja     | n.n.b.                       | [ 6 ]                                          |
| Spotlight                                            | Jennifer Hudson                                        | Mercedes Jones met Tina Cohen-Chang en Brittany Pierce                                                           | 3. Asian F                       | Ja     | n.n.b.                       | [ 4 ]                                          |
| Run the World (Girls)                                | Beyoncé                                                | Brittany Pierce en Santana Lopez met McKinley High meisjes                                                       | 3. Asian F                       | Ja     | Volume 7                     | [ 4 ]                                          |
| Cool                                                 | West Side Story                                        | Mike Chang met de McKinley High Titanen                                                                          | 3. Asian F                       | Ja     | n.n.b.                       | [ 8 ]                                          |
| It's All Over                                        | Dreamgirls                                             | Mercedes Jones met New Directions Booty Camp en Will Schuester                                                   | 3. Asian F                       | Ja     | n.n.b.                       | [ 8 ]                                          |
| Out Here on My Own                                   | Fame                                                   | Rachel Berry en Mercedes Jones                                                                                   | 3. Asian F                       | Ja     | n.n.b.                       | [ 4 ]                                          |
| Fix You                                              | Coldplay                                               | Will Schuester en New Directions                                                                                 | 3. Asian F                       | Ja     | Volume 7                     | [ 4 ]                                          |
| Bein' Green                                          | Sesame Street                                          | Rory Flanagan | 4. Pot o' Gold                   | Ja     | n.n.b.                       | [ 9 ]                                          |
| Last Friday Night (T.G.I.F.)                         | Katy Perry                                             | Blaine Anderson en New Directions                                                                                | 4. Pot o' Gold                   | Ja     | Volume 7                     | [ 10 ]                                         |
| Waiting for a Girl Like You                          | Foreigner                                              | Noah Puckerman                                                                                                   | 4. Pot o' Gold                   | Ja     | n.n.b.                       | [ 4 ]                                          |
| Candyman                                             | Christina Aguilera                                     | Mercedes Jones, Santana Lopez en Brittany Pierce met de Troubletones                                             | 4. Pot o' Gold                   | Ja     | n.n.b.                       | [ 4 ] [ 11 ]                                   |
| Take Care of Yourself                                | Teddy Thompson                                         | Rory Flanagan | 4. Pot o' Gold                   | Ja     | Volume 7                     | [ 9 ]                                          |
| Tonight                                              | West Side Story                                        | Rachel Berry en Blaine Anderson                                                                                  | 5. The First Time                | Ja     | Volume 7                     | [ 13 ]                                         |
| Uptown Girl                                          | Billy Joel                                             | Dalton Academy Warblers                                                                                          | 5. The First Time                | Ja     | Volume 7                     | [ 14 ]                                         |
| A Boy Like That                                      | West Side Story                                        | Santana Lopez en Rachel Berry                                                                                    | 5. The First Time                | Ja     | n.n.b.                       | [ 15 ]                                         |
| I Have a Love                                        | West Side Story                                        | Rachel Berry en Santana Lopez                                                                                    | 5. The First Time                | Ja     | n.n.b.                       | [ 4 ]                                          |
| America                                              | West Side Story                                        | Santana Lopez en Noah Puckerman met Tina Cohen-Chang Mike Chang, Sharks en Jets                                  | 5. The First Time                | Ja     | n.n.b.                       | [ 14 ] [ 17 ]                                  |
| One Hand, One Heart                                  | West Side Story                                        | Blaine Anderson en Rachel Berry                                                                                  | 5. The First Time                | Ja     | n.n.b.                       | [ 13 ]                                         |
| Hot for Teacher                                      | Van Halen                                              | Noah Puckerman met Finn Hudson, Blaine Anderson en Mike Chang                                                    | 6. Mash Off                      | Ja     | Volume 7                     | [ 18 ]                                         |
| Yoü and I / You and I                                | Lady Gaga / Eddie Rabbitt en Crystal Gayle             | Shelby Corcoran en Will Schuester                                                                                | 6. Mash Off                      | Ja     | n.n.b.                       | [ 18 ]                                         |
| Hit Me with Your Best Shot / One Way or Another      | Pat Benatar / Blondie                                  | New Directions en de Troubletones                                                                                | 6. Mash Off                      | Ja     | n.n.b.                       | [ 18 ]                                         |
| I Can't Go for That (No Can Do) / You Make My Dreams | Hall & Oates                                           | New Directions                                                                                                   | 6. Mash Off                      | Ja     | n.n.b.                       | [ 18 ]                                         |
| Rumour Has It / Someone Like You                     | Adele                                                  | Mercedes Jones en Santana Lopez met de Troubletones                                                              | 6. Mash Off                      | Ja     | Volume 7                     | [ 4 ]                                          |
| Fuckin' Perfect                                      | P!nk                                                   | Kurt Hummel en Blaine Anderson                                                                                   | 7. I Kissed a Girl               | Ja     | Volume 7                     | [ 20 ]                                         |
| I'm the Only One                                     | Melissa Etheridge                                      | Noah Puckerman                                                                                                   | 7. I Kissed a Girl               | Ja     | Volume 7                     | [ 21 ]                                         |
| Girls Just Want to Have Fun                          | Greg Laswell                                           | Finn Hudson met New Directions mannen                                                                            | 7. I Kissed a Girl               | Ja     | Volume 7                     | [ 4 ] [ 22 ]                                   |
| Jolene                                               | Dolly Parton                                           | Shannon Beiste                                                                                                   | 7. I Kissed a Girl               | Ja     | n.n.b.                       | [ 21 ]                                         |
| I Kissed a Girl                                      | Katy Perry                                             | Santana Lopez en Rachel Berry met Tina Cohen-Chang, Quinn Fabray, Mercedes Jones, Sugar Motta en Brittany Pierce | 7. I Kissed a Girl               | Ja     | Volume 7                     | [ 4 ] [ 23 ]                                   |
| Constant Craving                                     | k.d. lang                                              | Santana Lopez en Shelby Corcoran met Kurt Hummel                                                                 | 7. I Kissed a Girl               | Ja     | Volume 7                     | [ 21 ]                                         |
| Red Solo Cup                                         | Toby Keith                                             | Sam Evans met New Directions                                                                                     | 8. Hold on to Sixteen            | Ja     | Volume 7                     | [ 24 ]                                         |
| Buenos Aires                                         | Evita                                                  | Harmony en de Unitards                                                                                           | 8. Hold on to Sixteen            | Ja     | n.n.b.                       | [ 25 ]                                         |
| Survivor / I Will Survive                            | Destiny's Child / Gloria Gaynor                        | Santana Lopez en Mercedes Jones met de Troubletones                                                              | 8. Hold on to Sixteen            | Ja     | n.n.b.                       | [ 26 ]                                         |
| ABC                                                  | The Jackson 5                                          | Tina Cohen-Chang, Kurt Hummel, Mike Chang en Quinn Fabray met de New Directions                                  | 8. Hold on to Sixteen            | Nee    | Volume 7                     | [ 27 ] [ 28 ]                                  |
| Control                                              | Janet Jackson                                          | Quinn Fabray, BlaineAnderson en Artie Abrams met de New Directions                                               | 8. Hold on to Sixteen            | Nee    | Volume 7                     | [ 27 ] [ 28 ]                                  |
| Man in the Mirror                                    | Michael Jackson                                        | Finn Hudson, Artie Abrams, Noah Puckerman, Blaine Anderson, Sam Evans en Mike Chang met de New Directions        | 8. Hold on to Sixteen            | Nee    | Volume 7                     | [ 24 ] [ 28 ] [ 29 ]                           |
| We Are Young                                         | fun. feat. Janelle Monáe                               | New Directions                                                                                                   | 8. Hold on to Sixteen            | Ja     | The Graduation Album         | [ 25 ] [ 30 ]                                  |
| All I Want for Christmas Is You                      | Mariah Carey                                           | Mercedes Jones met de New Directions                                                                             | 9. Extraordinary Merry Christmas | Ja     | The Christmas Album Volume 2 | [ 31 ]                                         |
| Blue Christmas                                       | Elvis Presley                                          | Rory Flanagan | 9. Extraordinary Merry Christmas | Ja     | The Christmas Album Volume 2 | [ 4 ]                                          |
| River                                                | Joni Mitchell                                          | Rachel Berry | 9. Extraordinary Merry Christmas | Ja     | The Christmas Album Volume 2 | [ 4 ]                                          |
| Extraordinary Merry Christmas                        | Originele compositie                                   | Blaine Anderson en Rachel Berry met de New Directions                                                            | 9. Extraordinary Merry Christmas | Ja     | The Christmas Album Volume 2 | [ 31 ]                                         |
| Let It Snow                                          | Ella Fitzgerald                                        | Blaine Anderson en Kurt Hummel                                                                                   | 9. Extraordinary Merry Christmas | Ja     | The Christmas Album Volume 2 | [ 31 ]                                         |
| My Favorite Things                                   | The Sound of Music                                     | Rachel Berry, Mercedes Jones, Kurt Hummel en Blaine Anderson                                                     | 9. Extraordinary Merry Christmas | Ja     | n.n.b.                       | [ 4 ]                                          |
| Santa Claus Is Coming to Town                        | Bruce Springsteen en de E Street Band                  | Finn Hudson en Noah Puckerman met Rachel Berry, Mercedes Jones, Kurt Hummel en Blaine Anderson                   | 9. Extraordinary Merry Christmas | Ja     | The Christmas Album Volume 2 | [ 4 ]                                          |
| Christmas Wrapping                                   | The Waitresses                                         | Brittany Pierce met Santana Lopez, Tina Cohen-Chang, Mike Chang en de McKinley High Cheerios                     | 9. Extraordinary Merry Christmas | Ja     | The Christmas Album Volume 2 | [ 32 ] [ 33 ]                                  |
| Do They Know It's Christmas?                         | Band Aid                                               | New Directions                                                                                                   | 9. Extraordinary Merry Christmas | Ja     | The Christmas Album Volume 2 | [ 34 ]                                         |
| Summer Nights                                        | Grease                                                 | Sam Evans en Mercedes Jones met New Directions                                                                   | 10. Yes/No                       | Ja     | n.n.b.                       | [ 35 ]                                         |
| Wedding Bell Blues                                   | The 5th Dimension                                      | Emma Pillsbury met Shannon Beiste en Sue Sylvester                                                               | 10. Yes/No                       | Ja     | n.n.b.                       | [ 36 ]                                         |
| Moves Like Jagger / Jumpin' Jack Flash               | Maroon 5 feat. Christina Aguilera / The Rolling Stones | Artie Abrams met Mike Chang, Will Schuester, Blaine Anderson, Finn Hudson en Noah Puckerman                      | 10. Yes/No                       | Ja     | n.n.b.                       | [ 37 ]                                         |
| The First Time Ever I Saw Your Face                  | Roberta Flack                                          | Rachel Berry, Tina Cohen-Chang, Santana Lopez en Mercedes Jones                                                  | 10. Yes/No                       | Ja     | n.n.b.                       | [ 36 ]                                         |
| Without You"                                         | David Guetta feat. Usher                               | Rachel Berry | 10. Yes/No                       | Ja     | n.n.b.                       | [ 38 ]                                         |
| We Found Love                                        | Rihanna feat. Calvin Harris                            | Rachel Berry en Santana Lopez met New Directions                                                                 | 10. Yes/No                       | Ja     | n.n.b.                       | [ 37 ]                                         |
| Wanna Be Startin' Somethin'                          | Michael Jackson                                        | Blaine Anderson met New Directions                                                                               | 11. Michael                      | Ja     | n.n.b.                       | [ 39 ]                                         |
| Bad                                                  | Michael Jackson                                        | Artie Abrams, Blaine Anderson en Santana Lopez met New Directions en Dalton Academy Warblers                     | 11. Michael                      | Ja     | n.n.b.                       | [ 40 ] [ 41 ]                                  |
| Scream                                               | Michael Jackson en Janet Jackson                       | Artie Abrams en Mike Chang                                                                                       | 11. Michael                      | Ja     | n.n.b.                       | [ 39 ]                                         |
| Never Can Say Goodbye                                | The Jackson 5                                          | Quinn Fabray | 11. Michael                      | Ja     | n.n.b.                       | [ 35 ]                                         |
| Human Nature                                         | Michael Jackson                                        | Mercedes Jones en Sam Evans                                                                                      | 11. Michael                      | Ja     | n.n.b.                       | [ 39 ]                                         |
| Ben                                                  | Michael Jackson                                        | Kurt Hummel, Rachel Berry en Finn Hudson                                                                         | 11. Michael                      | Ja     | n.n.b.                       | [ 39 ]                                         |
| Smooth Criminal                                      | Michael Jackson                                        | Sebastian Smythe en Santana Lopez met the Dalton Cellisten                                                       | 11. Michael                      | Ja     | n.n.b.                       | [ 39 ]                                         |
| I Just Can't Stop Loving You                         | Michael Jackson                                        | Finn Hudson en Rachel Berry                                                                                      | 11. Michael                      | Ja     | n.n.b.                       | [ 40 ]                                         |
| Black or White                                       | Michael Jackson                                        | Artie Abrams, Rachel Berry, Santana Lopez, Kurt Hummel en Mercedes Jones met New Directions                      | 11. Michael                      | Ja     | n.n.b.                       | [ 39 ]                                         |
| La Cucaracha                                         | Traditional                                            | Will Schuester met Artie Abrams, Finn Hudson en Noah Puckerman                                                   | 12. The Spanish Teacher          | Nee    | n.n.b.                       | [ 42 ]                                         |
| Sexy and I Know It                                   | LMFAO                                                  | David Martinez met New Directions                                                                                | 12. The Spanish Teacher          | Ja     | n.n.b.                       | [ 43 ] [ 44 ]                                  |
| Don't Wanna Lose You                                 | Gloria Estefan                                         | Mercedes Jones                                                                                                   | 12. The Spanish Teacher          | Ja     | n.n.b.                       | [ 45 ] [ 46 ]                                  |
| Bamboleo / Hero                                      | Gipsy Kings / Enrique Iglesias                         | Sam Evans en de New Directions mannen                                                                            | 12. The Spanish Teacher          | Ja     | n.n.b.                       | [ 46 ] [ 47 ]                                  |
| La Isla Bonita                                       | Madonna                                                | David Martinez en Santana Lopez                                                                                  | 12. The Spanish Teacher          | Ja     | n.n.b.                       | [ 48 ] [ 49 ]                                  |
| A Little Less Conversation                           | Elvis Presley                                          | Will Schuester met Brittany Pierce en Mike Chang                                                                 | 12. The Spanish Teacher          | Ja     | n.n.b.                       | [ 46 ] [ 50 ] [ 51 ]                           |
| Chapel of Love                                       | The Dixie Cups                                         | Hiram Berry en LeRoy Berry                                                                                       | 13. Heart                        | Nee    | n.n.b.                       |                                                |
| L-O-V-E                                              | Nat King Cole                                          | Mike Chang en Tina Cohen-Chang                                                                                   | 13. Heart                        | Ja     | n.n.b.                       | [ 52 ] [ 53 ]                                  |
| Let Me Love You                                      | Mario                                                  | Artie Abrams met Mike Chang, Sam Evans, Kurt Hummel en Noah Puckerman                                            | 13. Heart                        | Ja     | n.n.b.                       | [ 54 ]                                         |
| Stereo Hearts                                        | Gym Class Heroes feat. Adam Levine                     | Joe Hart, Sam Evans en Mercedes Jones met Quinn Fabray en Mercedes' kerk-koor                                    | 13. Heart                        | Ja     | n.n.b.                       | [ 52 ] [ 55 ]                                  |
| Home                                                 | Michael Bublé                                          | Rory Flanagan | 13. Heart                        | Ja     | n.n.b.                       | [ 56 ]                                         |
| I Will Always Love You                               | Whitney Houston                                        | Mercedes Jones                                                                                                   | 13. Heart                        | Ja     | n.n.b.                       | [ 52 ] [ 57 ]                                  |
| You're the Top                                       | Anything Goes                                          | Hiram Berry, LeRoy Berry en Rachel Berry                                                                         | 13. Heart                        | Ja     | n.n.b.                       | [ 58 ]                                         |
| Cherish / Cherish                                    | The Association / Madonna                              | Quinn Fabray, Sam Evans, Joe Hart en Mercedes Jones                                                              | 13. Heart                        | Ja     | n.n.b.                       | [ 59 ]                                         |
| Love Shack                                           | The B-52's                                             | Blaine Anderson, Mercedes Jones en Kurt Hummel met Rachel Berry, Brittany Pierce en the Sugar Shack patrons      | 13. Heart                        | Ja     | n.n.b.                       | [ 60 ]                                         |
| Cough Syrup                                          | Young the Giant                                        | Blaine Anderson                                                                                                  | 14. On My Way                    | Ja     | n.n.b.                       | [ 61 ]                                         |
| Stand                                                | Lenny Kravitz                                          | Dalton Academy Warblers                                                                                          | 14. On My Way                    | Ja     | n.n.b.                       | [ 62 ] [ 63 ]                                  |
| Glad You Came                                        | The Wanted                                             | Dalton Academy Warblers                                                                                          | 14. On My Way                    | Ja     | n.n.b.                       | [ 64 ]                                         |
| She Walks in Beauty                                  | Eric Barnum                                            | The Golden Goblets                                                                                               | 14. On My Way                    | Nee    | n.n.b.                       | [ 65 ]                                         |
| Fly / I Believe I Can Fly                            | Nicki Minaj feat. Rihanna / R. Kelly                   | Rachel Berry, Artie Abrams, Santana Lopez, Blaine Anderson, Finn Hudson en Mercedes Jones met New Directions     | 14. On My Way                    | Ja     | n.n.b.                       | [ 66 ]                                         |
| Stronger (What Doesn't Kill You)                     | Kelly Clarkson                                         | Santana Lopez, Brittany Pierce en Mercedes Jones met de Troubletones als New Directions                          | 14. On My Way                    | Ja     | n.n.b.                       | [ 67 ]                                         |
| Here's to Us                                         | Halestorm                                              | Rachel Berry met New Directions                                                                                  | 14. On My Way                    | Ja     | n.n.b.                       | [ 63 ] [ 68 ]                                  |
| I'm Still Standing                                   | Elton John                                             | Quinn Fabray en Artie Abrams                                                                                     | 15. Big Brother                  | Ja     | n.n.b.                       | [ 69 ]                                         |
| Hungry Like the Wolf / Rio                           | Duran Duran                                            | Blaine Anderson en Cooper Anderson met New Directions                                                            | 15. Big Brother                  | Ja     | n.n.b.                       | [ 70 ] [ 71 ]                                  |
| Fighter                                              | Christina Aguilera                                     | Blaine Anderson                                                                                                  | 15. Big Brother                  | Ja     | n.n.b.                       | [ 72 ]                                         |
| Up Up Up                                             | Givers                                                 | Artie Abrams en Quinn Fabray                                                                                     | 15. Big Brother                  | Ja     | n.n.b.                       | [ 73 ] [ 74 ]                                  |
| Somebody That I Used to Know                         | Gotye feat. Kimbra                                     | Blaine Anderson en Cooper Anderson                                                                               | 15. Big Brother                  | Ja     | n.n.b.                       | [ 70 ] [ 75 ]                                  |
| You Should Be Dancing                                | Bee Gees                                               | Blaine Anderson, Mike Chang en Brittany Pierce                                                                   | 16. Saturday Night Glee-ver      | Ja     | n.n.b.                       | [ 76 ] [ 77 ]                                  |
| That's the Way (I Like It)                           | KC and the Sunshine Band                               | 1993 McKinley High Glee Club                                                                                     | 16. Saturday Night Glee-ver      | (no)   | n.n.b.                       |                                                |
| Night Fever                                          | Bee Gees                                               | Will Schuester, Joe Hart en Blaine Anderson met New Directions en Sue Sylvester                                  | 16. Saturday Night Glee-ver      | Ja     | n.n.b.                       | [ 79 ] [ 80 ]                                  |
| Disco Inferno                                        | The Trammps                                            | Mercedes Jones met Santana Lopez en Brittany Pierce                                                              | 16. Saturday Night Glee-ver      | Ja     | n.n.b.                       | [ 81 ] [ 82 ]                                  |
| If I Can't Have You                                  | Yvonne Elliman                                         | Santana Lopez met New Directions                                                                                 | 16. Saturday Night Glee-ver      | Ja     | n.n.b.                       | [ 80 ] [ 83 ]                                  |
| How Deep Is Your Love                                | Bee Gees                                               | Rachel Berry met de New Directions band                                                                          | 16. Saturday Night Glee-ver      | Ja     | n.n.b.                       | [ 80 ] [ 84 ]                                  |
| Boogie Shoes                                         | KC and the Sunshine Band                               | Wade "Unique" Adams en Vocal Adrenaline                                                                          | 16. Saturday Night Glee-ver      | Ja     | n.n.b.                       | [ 80 ] [ 85 ]                                  |
| More Than a Woman                                    | Bee Gees                                               | Finn Hudson met New Directions                                                                                   | 16. Saturday Night Glee-ver      | Ja     | n.n.b.                       | [ 80 ] [ 86 ]                                  |
| Stayin' Alive                                        | Bee Gees                                               | Finn Hudson, Mercedes Jones en Santana Lopez met New Directions en Sue Sylvester                                 | 16. Saturday Night Glee-ver      | Ja     | n.n.b.                       | [ 80 ] [ 87 ]                                  |
| How Will I Know                                      | Whitney Houston                                        | Mercedes Jones, Santana Lopez, Kurt Hummel en Rachel Berry                                                       | 17. Dance with Somebody          | Ja     | n.n.b.                       | [ 88 ] [ 89 ]                                  |
| I Wanna Dance with Somebody (Who Loves Me)           | Whitney Houston                                        | Brittany Pierce en Santana Lopez met de McKinley High Cheerios                                                   | 17. Dance with Somebody          | Ja     | n.n.b.                       | [ 90 ]                                         |
| Saving All My Love for You                           | Whitney Houston                                        | Joe Hart en Quinn Fabray                                                                                         | 17. Dance with Somebody          | Ja     | n.n.b.                       | [ 91 ]                                         |
| So Emotional                                         | Whitney Houston                                        | Santana Lopez en Rachel Berry                                                                                    | 17. Dance with Somebody          | Ja     | n.n.b.                       | [ 92 ]                                         |
| It's Not Right but It's Okay                         | Whitney Houston                                        | Blaine Anderson met New Directions                                                                               | 17. Dance with Somebody          | Ja     | n.n.b.                       | [ 93 ]                                         |
| I Have Nothing                                       | Whitney Houston                                        | Kurt Hummel | 17. Dance with Somebody          | Ja     | n.n.b.                       | [ 94 ]                                         |
| My Love Is Your Love                                 | Whitney Houston                                        | Artie Abrams, Mercedes Jones, Blaine Anderson en Kurt Hummel met New Directions                                  | 17. Dance with Somebody          | Ja     | n.n.b.                       | [ 95 ]                                         |
| The Music of the Night                               | Phantom of the Opera                                   | Kurt Hummel met Tina Cohen-Chang                                                                                 | 18. Choke                        | Nee    | n.n.b.                       | [ 96 ]                                         |
| School's Out                                         | Alice Cooper                                           | Noah Puckerman                                                                                                   | 18. Choke                        | Ja     | The Graduation Album         | [ 30 ] [ 97 ] [ 98 ]                           |
| Cell Block Tango                                     | Chicago                                                | Mercedes Jones, Tina Cohen-Chang, Santana Lopez, Sugar Motta en Brittany Pierce met Mike Chang                   | 18. Choke                        | Ja     | n.n.b.                       | [ 99 ] [ 100 ] [ 101 ] [ 102 ]                 |
| Not the Boy Next Door                                | The Boy from Oz                                        | Kurt Hummel met Tina Cohen-Chang, Mercedes Jones en Brittany Pierce                                              | 18. Choke                        | Ja     | n.n.b.                       | [ 100 ] [ 101 ] [ 103 ]                        |
| Don't Rain on My Parade                              | Funny Girl                                             | Rachel Berry | 18. Choke                        | Nee    | n.n.b.                       | [ 96 ]                                         |
| The Rain in Spain                                    | My Fair Lady                                           | New Directions mannen zonder Kurt Hummel                                                                         | 18. Choke                        | Ja     | n.n.b.                       | [ 100 ] [ 101 ] [ 105 ]                        |
| Shake It Out                                         | Florence + the Machine                                 | Santana Lopez, Tina Cohen-Chang en Mercedes Jones                                                                | 18. Choke                        | Ja     | n.n.b.                       | [ 100 ] [ 101 ] [ 102 ] [ 106 ]                |
| Cry                                                  | Kelly Clarkson                                         | Rachel Berry | 18. Choke                        | Ja     | n.n.b.                       | [ 101 ] [ 107 ] [ 108 ]                        |
| Big Girls Don't Cry                                  | Fergie                                                 | Rachel Berry, Kurt Hummel en Blaine Anderson                                                                     | 19. Prom-asaurus                 | Ja     | n.n.b.                       | [ 109 ]                                        |
| Dinosaur                                             | Ke$ha                                                  | Brittany Pierce met de McKinley High Cheerios                                                                    | 19. Prom-asaurus                 | Ja     | n.n.b.                       | [ 110 ] [ 111 ]                                |
| Love You Like a Love Song                            | Selena Gomez & the Scene                               | Santana Lopez met Tina Cohen-Chang en Brittany Pierce                                                            | 19. Prom-asaurus                 | Ja     | n.n.b.                       | [ 112 ] [ 113 ] [ 114 ]                        |
| What Makes You Beautiful                             | One Direction                                          | Joe Hart, Rory Flanagan, Artie Abrams, Sam Evans en Mike Chang                                                   | 19. Prom-asaurus                 | Ja     | n.n.b.                       | [ 115 ] [ 116 ] [ 117 ]                        |
| Take My Breath Away                                  | Berlin                                                 | Quinn Fabray en Santana Lopez                                                                                    | 19. Prom-asaurus                 | Ja     | n.n.b.                       | [ 118 ]                                        |
| I Won't Give Up                                      | Jason Mraz                                             | Rachel Berry | 20. Props                        | Ja     | The Graduation Album         | [ 30 ] [ 119 ] [ 120 ]                         |
| Because You Loved Me                                 | Celine Dion                                            | Tina Cohen-Chang als Rachel Berry                                                                                | 20. Props                        | Ja     | n.n.b.                       | [ 121 ] [ 122 ]                                |
| Always True to You in My Fashio                      | Kiss Me, Kate                                          | Carmen Tibideauxs leerling                                                                                       | 20. Props                        | Nee    | n.n.b.                       |                                                |
| Mean                                                 | Taylor Swift                                           | Noah Puckerman en Shannon Beiste                                                                                 | 20. Props                        | Ja     | n.n.b.                       | [ 123 ] [ 124 ]                                |
| Flashdance... What a Feeling                         | Irene Cara                                             | Rachel Berry en Tina Cohen-Chang                                                                                 | 20. Props                        | Ja     | n.n.b.                       | [ 122 ] [ 125 ]                                |
| The Edge of Glory                                    | Lady Gaga                                              | Santana Lopez, Mercedes Jones, Quinn Fabray, Tina Cohen-Chang en de Troubletones                                 | 21. Nationals                    | Ja     | The Graduation Album         | [ 30 ] [ 126 ] [ 127 ] [ 128 ] [ 129 ] [ 130 ] |
| It's All Coming Back to Me Now                       | Celine Dion                                            | Rachel Berry met Blaine Anderson, Mike Chang, Tina Cohen-Chang, Quinn Fabray, Rory Flanagan en Sugar Motta       | 21. Nationals                    | Ja     | n.n.b.                       | [ 126 ] [ 127 ] [ 128 ] [ 131 ]                |
| Paradise by the Dashboard Light                      | Meat Loaf                                              | New Directions                                                                                                   | 21. Nationals                    | Ja     | n.n.b.                       | [ 126 ] [ 127 ] [ 128 ] [ 132 ]                |
| Starships                                            | Nicki Minaj                                            | Wade "Unique" Adams en Vocal Adrenaline                                                                          | 21. Nationals                    | Ja     | n.n.b.                       | [ 126 ] [ 128 ] [ 133 ]                        |
| Pinball Wizard                                       | The Who                                                | Wade "Unique" Adams en Vocal Adrenaline                                                                          | 21. Nationals                    | Ja     | n.n.b.                       | [ 126 ] [ 128 ] [ 134 ]                        |
| Starlight Express                                    | Starlight Express                                      | The Portland Scale Blazers                                                                                       | 21. Nationals                    | Nee    | n.n.b.                       |                                                |
| Tongue Tied                                          | Grouplove                                              | New Directions                                                                                                   | 21. Nationals                    | Ja     | n.n.b.                       | [ 135 ] [ 136 ]                                |
| We Are the Champions                                 | Queen                                                  | Finn Hudson, Noah Puckerman, Santana Lopez, Rachel Berry, Kurt Hummel en Quinn Fabray met New Directions         | 21. Nationals                    | Ja     | The Graduation Album         | [ 30 ] [ 137 ] [ 138 ]                         |
| Sit Down, You're Rockin' the Boat                    | Guys and Dolls                                         | Artie Abrams, Rachel Berry, Tina Cohen-Chang, Kurt Hummel en Mercedes Jones                                      | 22. Goodbye                      | Nee    | n.n.b.                       |                                                |
| Forever Young                                        | Rod Stewart                                            | Will Schuester                                                                                                   | 22. Goodbye                      | Nee    | The Graduation Album         | [ 30 ] [ 140 ] [ 141 ]                         |
| Single Ladies (Put a Ring on It)                     | Beyoncé                                                | Burt Hummel met Tina Cohen-Chang en Brittany Pierce                                                              | 22. Goodbye                      | Nee    | n.n.b.                       |                                                |
| I'll Remember                                        | Madonna                                                | Kurt Hummel en New Directions                                                                                    | 22. Goodbye                      | Nee    | The Graduation Album         | [ 30 ] [ 141 ] [ 143 ]                         |
| You Get What You Give                                | New Radicals                                           | Afgestudeerden van New Directions                                                                                | 22. Goodbye                      | Nee    | The Graduation Album         | [ 30 ] [ 141 ] [ 144 ]                         |
| In My Life                                           | The Beatles                                            | Jonge New Directions leden en Will Schuester                                                                     | 22. Goodbye                      | Ja     | n.n.b.                       | [ 141 ] [ 145 ]                                |
| Glory Days                                           | Bruce Springsteen                                      | Finn Hudson en Noah Puckerman                                                                                    | 22. Goodbye                      | Nee    | The Graduation Album         | [ 30 ] [ 146 ]                                 |
| Roots Before Branches                                | Room for Two                                           | Rachel Berry met Finn Hudson                                                                                     | 22. Goodbye                      | Nee    | The Graduation Album         | [ 30 ] [ 141 ] [ 147 ]                         |